# Мази, Леон
Леон Мази (словен. Leon Mazi, род. 17 апреля 1959) — словенский шахматист, международный мастер (2000). Тренер ФИДЕ (2015).

## Биография
Серебряный призёр чемпионата Словении 1985 г. Бронзовый призёр чемпионата Словении 2003 г. (разделил 1—3 места с Ю. Боришеком и Д. Павасовичем и уступил им по дополнительным показателям). В чемпионате 1984 г. разделил 3—4 места, но уступил бронзовую медаль по дополнительным показателям.
Победитель юношеского чемпионата Словении 1977 г. Серебряный призер юношеского чемпионата Словении 1976 г.
В составе клуба «LSK Iskra Ljubljana» победитель командного чемпионата Словении 1990 г. В составе команды Люблянского ШК серебряный призёр командного чемпионата Словении 1996 г. В составе клуба «SK Inntal Kovinar Maribor» бронзовый призёр командного чемпионата Словении 1997 г.
Участник личных чемпионатов Европы 2004, 2005, 2010 гг.
Участник огромного количества опен-турниров. Победитель опен-турниров в Санкт-Файте (1996 и 1999 гг.; в 1999 г. разделил 1—3 места с Д. Павасовичем и П. Хорватом), Линце (1999 г.; разделил 1—3 места с И. Балиновым и Д. Бруменом). Призёр опен-турниров в Бледе (1993 г., 2—5 места), Финкенштайне (1993 г., 2—4 места; 1995 г., 2—3 места; 1996 г., 2 место; 1997 г., 2—8 места), Санкт-Файте (1995 г., 3 место; 1998 г., 2—8 места; 2004 г., 3—4 места), Феффернице (1996 г., 3—5 места; 1997 г., 3—6 места; 1998 г., 2 место; 2000 г., 2—4 места), Ашахе (2002 г., 2—5 места).

## Примечательная партия
|   | a | b | c | d | e | f | g | h |   |
| - | --- | --- | --- | --- | --- | --- | --- | --- | - |
| 8 | a8 чёрная ладья · c8 чёрный слон · f8 чёрная ладья · h8 чёрный король · c7 чёрный ферзь · d7 чёрный конь · e7 чёрный слон · f7 чёрная пешка · h7 чёрная пешка · a6 чёрная пешка · d6 чёрная пешка · e6 чёрная пешка · f6 чёрный конь · g6 чёрная пешка · h6 белая пешка · b5 чёрная пешка · g5 белый слон · d4 белый конь · e4 белая пешка · h4 белый ферзь · c3 белый конь · a2 белая пешка · b2 белая пешка · c2 белая пешка · f2 белая пешка · g2 белая пешка · c1 белый король · d1 белая ладья · f1 белый слон · h1 белая ладья | a8 чёрная ладья · c8 чёрный слон · f8 чёрная ладья · h8 чёрный король · c7 чёрный ферзь · d7 чёрный конь · e7 чёрный слон · f7 чёрная пешка · h7 чёрная пешка · a6 чёрная пешка · d6 чёрная пешка · e6 чёрная пешка · f6 чёрный конь · g6 чёрная пешка · h6 белая пешка · b5 чёрная пешка · g5 белый слон · d4 белый конь · e4 белая пешка · h4 белый ферзь · c3 белый конь · a2 белая пешка · b2 белая пешка · c2 белая пешка · f2 белая пешка · g2 белая пешка · c1 белый король · d1 белая ладья · f1 белый слон · h1 белая ладья | a8 чёрная ладья · c8 чёрный слон · f8 чёрная ладья · h8 чёрный король · c7 чёрный ферзь · d7 чёрный конь · e7 чёрный слон · f7 чёрная пешка · h7 чёрная пешка · a6 чёрная пешка · d6 чёрная пешка · e6 чёрная пешка · f6 чёрный конь · g6 чёрная пешка · h6 белая пешка · b5 чёрная пешка · g5 белый слон · d4 белый конь · e4 белая пешка · h4 белый ферзь · c3 белый конь · a2 белая пешка · b2 белая пешка · c2 белая пешка · f2 белая пешка · g2 белая пешка · c1 белый король · d1 белая ладья · f1 белый слон · h1 белая ладья | a8 чёрная ладья · c8 чёрный слон · f8 чёрная ладья · h8 чёрный король · c7 чёрный ферзь · d7 чёрный конь · e7 чёрный слон · f7 чёрная пешка · h7 чёрная пешка · a6 чёрная пешка · d6 чёрная пешка · e6 чёрная пешка · f6 чёрный конь · g6 чёрная пешка · h6 белая пешка · b5 чёрная пешка · g5 белый слон · d4 белый конь · e4 белая пешка · h4 белый ферзь · c3 белый конь · a2 белая пешка · b2 белая пешка · c2 белая пешка · f2 белая пешка · g2 белая пешка · c1 белый король · d1 белая ладья · f1 белый слон · h1 белая ладья | a8 чёрная ладья · c8 чёрный слон · f8 чёрная ладья · h8 чёрный король · c7 чёрный ферзь · d7 чёрный конь · e7 чёрный слон · f7 чёрная пешка · h7 чёрная пешка · a6 чёрная пешка · d6 чёрная пешка · e6 чёрная пешка · f6 чёрный конь · g6 чёрная пешка · h6 белая пешка · b5 чёрная пешка · g5 белый слон · d4 белый конь · e4 белая пешка · h4 белый ферзь · c3 белый конь · a2 белая пешка · b2 белая пешка · c2 белая пешка · f2 белая пешка · g2 белая пешка · c1 белый король · d1 белая ладья · f1 белый слон · h1 белая ладья | a8 чёрная ладья · c8 чёрный слон · f8 чёрная ладья · h8 чёрный король · c7 чёрный ферзь · d7 чёрный конь · e7 чёрный слон · f7 чёрная пешка · h7 чёрная пешка · a6 чёрная пешка · d6 чёрная пешка · e6 чёрная пешка · f6 чёрный конь · g6 чёрная пешка · h6 белая пешка · b5 чёрная пешка · g5 белый слон · d4 белый конь · e4 белая пешка · h4 белый ферзь · c3 белый конь · a2 белая пешка · b2 белая пешка · c2 белая пешка · f2 белая пешка · g2 белая пешка · c1 белый король · d1 белая ладья · f1 белый слон · h1 белая ладья | a8 чёрная ладья · c8 чёрный слон · f8 чёрная ладья · h8 чёрный король · c7 чёрный ферзь · d7 чёрный конь · e7 чёрный слон · f7 чёрная пешка · h7 чёрная пешка · a6 чёрная пешка · d6 чёрная пешка · e6 чёрная пешка · f6 чёрный конь · g6 чёрная пешка · h6 белая пешка · b5 чёрная пешка · g5 белый слон · d4 белый конь · e4 белая пешка · h4 белый ферзь · c3 белый конь · a2 белая пешка · b2 белая пешка · c2 белая пешка · f2 белая пешка · g2 белая пешка · c1 белый король · d1 белая ладья · f1 белый слон · h1 белая ладья | a8 чёрная ладья · c8 чёрный слон · f8 чёрная ладья · h8 чёрный король · c7 чёрный ферзь · d7 чёрный конь · e7 чёрный слон · f7 чёрная пешка · h7 чёрная пешка · a6 чёрная пешка · d6 чёрная пешка · e6 чёрная пешка · f6 чёрный конь · g6 чёрная пешка · h6 белая пешка · b5 чёрная пешка · g5 белый слон · d4 белый конь · e4 белая пешка · h4 белый ферзь · c3 белый конь · a2 белая пешка · b2 белая пешка · c2 белая пешка · f2 белая пешка · g2 белая пешка · c1 белый король · d1 белая ладья · f1 белый слон · h1 белая ладья | 8 |
| 7 | a8 чёрная ладья · c8 чёрный слон · f8 чёрная ладья · h8 чёрный король · c7 чёрный ферзь · d7 чёрный конь · e7 чёрный слон · f7 чёрная пешка · h7 чёрная пешка · a6 чёрная пешка · d6 чёрная пешка · e6 чёрная пешка · f6 чёрный конь · g6 чёрная пешка · h6 белая пешка · b5 чёрная пешка · g5 белый слон · d4 белый конь · e4 белая пешка · h4 белый ферзь · c3 белый конь · a2 белая пешка · b2 белая пешка · c2 белая пешка · f2 белая пешка · g2 белая пешка · c1 белый король · d1 белая ладья · f1 белый слон · h1 белая ладья | a8 чёрная ладья · c8 чёрный слон · f8 чёрная ладья · h8 чёрный король · c7 чёрный ферзь · d7 чёрный конь · e7 чёрный слон · f7 чёрная пешка · h7 чёрная пешка · a6 чёрная пешка · d6 чёрная пешка · e6 чёрная пешка · f6 чёрный конь · g6 чёрная пешка · h6 белая пешка · b5 чёрная пешка · g5 белый слон · d4 белый конь · e4 белая пешка · h4 белый ферзь · c3 белый конь · a2 белая пешка · b2 белая пешка · c2 белая пешка · f2 белая пешка · g2 белая пешка · c1 белый король · d1 белая ладья · f1 белый слон · h1 белая ладья | a8 чёрная ладья · c8 чёрный слон · f8 чёрная ладья · h8 чёрный король · c7 чёрный ферзь · d7 чёрный конь · e7 чёрный слон · f7 чёрная пешка · h7 чёрная пешка · a6 чёрная пешка · d6 чёрная пешка · e6 чёрная пешка · f6 чёрный конь · g6 чёрная пешка · h6 белая пешка · b5 чёрная пешка · g5 белый слон · d4 белый конь · e4 белая пешка · h4 белый ферзь · c3 белый конь · a2 белая пешка · b2 белая пешка · c2 белая пешка · f2 белая пешка · g2 белая пешка · c1 белый король · d1 белая ладья · f1 белый слон · h1 белая ладья | a8 чёрная ладья · c8 чёрный слон · f8 чёрная ладья · h8 чёрный король · c7 чёрный ферзь · d7 чёрный конь · e7 чёрный слон · f7 чёрная пешка · h7 чёрная пешка · a6 чёрная пешка · d6 чёрная пешка · e6 чёрная пешка · f6 чёрный конь · g6 чёрная пешка · h6 белая пешка · b5 чёрная пешка · g5 белый слон · d4 белый конь · e4 белая пешка · h4 белый ферзь · c3 белый конь · a2 белая пешка · b2 белая пешка · c2 белая пешка · f2 белая пешка · g2 белая пешка · c1 белый король · d1 белая ладья · f1 белый слон · h1 белая ладья | a8 чёрная ладья · c8 чёрный слон · f8 чёрная ладья · h8 чёрный король · c7 чёрный ферзь · d7 чёрный конь · e7 чёрный слон · f7 чёрная пешка · h7 чёрная пешка · a6 чёрная пешка · d6 чёрная пешка · e6 чёрная пешка · f6 чёрный конь · g6 чёрная пешка · h6 белая пешка · b5 чёрная пешка · g5 белый слон · d4 белый конь · e4 белая пешка · h4 белый ферзь · c3 белый конь · a2 белая пешка · b2 белая пешка · c2 белая пешка · f2 белая пешка · g2 белая пешка · c1 белый король · d1 белая ладья · f1 белый слон · h1 белая ладья | a8 чёрная ладья · c8 чёрный слон · f8 чёрная ладья · h8 чёрный король · c7 чёрный ферзь · d7 чёрный конь · e7 чёрный слон · f7 чёрная пешка · h7 чёрная пешка · a6 чёрная пешка · d6 чёрная пешка · e6 чёрная пешка · f6 чёрный конь · g6 чёрная пешка · h6 белая пешка · b5 чёрная пешка · g5 белый слон · d4 белый конь · e4 белая пешка · h4 белый ферзь · c3 белый конь · a2 белая пешка · b2 белая пешка · c2 белая пешка · f2 белая пешка · g2 белая пешка · c1 белый король · d1 белая ладья · f1 белый слон · h1 белая ладья | a8 чёрная ладья · c8 чёрный слон · f8 чёрная ладья · h8 чёрный король · c7 чёрный ферзь · d7 чёрный конь · e7 чёрный слон · f7 чёрная пешка · h7 чёрная пешка · a6 чёрная пешка · d6 чёрная пешка · e6 чёрная пешка · f6 чёрный конь · g6 чёрная пешка · h6 белая пешка · b5 чёрная пешка · g5 белый слон · d4 белый конь · e4 белая пешка · h4 белый ферзь · c3 белый конь · a2 белая пешка · b2 белая пешка · c2 белая пешка · f2 белая пешка · g2 белая пешка · c1 белый король · d1 белая ладья · f1 белый слон · h1 белая ладья | a8 чёрная ладья · c8 чёрный слон · f8 чёрная ладья · h8 чёрный король · c7 чёрный ферзь · d7 чёрный конь · e7 чёрный слон · f7 чёрная пешка · h7 чёрная пешка · a6 чёрная пешка · d6 чёрная пешка · e6 чёрная пешка · f6 чёрный конь · g6 чёрная пешка · h6 белая пешка · b5 чёрная пешка · g5 белый слон · d4 белый конь · e4 белая пешка · h4 белый ферзь · c3 белый конь · a2 белая пешка · b2 белая пешка · c2 белая пешка · f2 белая пешка · g2 белая пешка · c1 белый король · d1 белая ладья · f1 белый слон · h1 белая ладья | 7 |
| 6 | a8 чёрная ладья · c8 чёрный слон · f8 чёрная ладья · h8 чёрный король · c7 чёрный ферзь · d7 чёрный конь · e7 чёрный слон · f7 чёрная пешка · h7 чёрная пешка · a6 чёрная пешка · d6 чёрная пешка · e6 чёрная пешка · f6 чёрный конь · g6 чёрная пешка · h6 белая пешка · b5 чёрная пешка · g5 белый слон · d4 белый конь · e4 белая пешка · h4 белый ферзь · c3 белый конь · a2 белая пешка · b2 белая пешка · c2 белая пешка · f2 белая пешка · g2 белая пешка · c1 белый король · d1 белая ладья · f1 белый слон · h1 белая ладья | a8 чёрная ладья · c8 чёрный слон · f8 чёрная ладья · h8 чёрный король · c7 чёрный ферзь · d7 чёрный конь · e7 чёрный слон · f7 чёрная пешка · h7 чёрная пешка · a6 чёрная пешка · d6 чёрная пешка · e6 чёрная пешка · f6 чёрный конь · g6 чёрная пешка · h6 белая пешка · b5 чёрная пешка · g5 белый слон · d4 белый конь · e4 белая пешка · h4 белый ферзь · c3 белый конь · a2 белая пешка · b2 белая пешка · c2 белая пешка · f2 белая пешка · g2 белая пешка · c1 белый король · d1 белая ладья · f1 белый слон · h1 белая ладья | a8 чёрная ладья · c8 чёрный слон · f8 чёрная ладья · h8 чёрный король · c7 чёрный ферзь · d7 чёрный конь · e7 чёрный слон · f7 чёрная пешка · h7 чёрная пешка · a6 чёрная пешка · d6 чёрная пешка · e6 чёрная пешка · f6 чёрный конь · g6 чёрная пешка · h6 белая пешка · b5 чёрная пешка · g5 белый слон · d4 белый конь · e4 белая пешка · h4 белый ферзь · c3 белый конь · a2 белая пешка · b2 белая пешка · c2 белая пешка · f2 белая пешка · g2 белая пешка · c1 белый король · d1 белая ладья · f1 белый слон · h1 белая ладья | a8 чёрная ладья · c8 чёрный слон · f8 чёрная ладья · h8 чёрный король · c7 чёрный ферзь · d7 чёрный конь · e7 чёрный слон · f7 чёрная пешка · h7 чёрная пешка · a6 чёрная пешка · d6 чёрная пешка · e6 чёрная пешка · f6 чёрный конь · g6 чёрная пешка · h6 белая пешка · b5 чёрная пешка · g5 белый слон · d4 белый конь · e4 белая пешка · h4 белый ферзь · c3 белый конь · a2 белая пешка · b2 белая пешка · c2 белая пешка · f2 белая пешка · g2 белая пешка · c1 белый король · d1 белая ладья · f1 белый слон · h1 белая ладья | a8 чёрная ладья · c8 чёрный слон · f8 чёрная ладья · h8 чёрный король · c7 чёрный ферзь · d7 чёрный конь · e7 чёрный слон · f7 чёрная пешка · h7 чёрная пешка · a6 чёрная пешка · d6 чёрная пешка · e6 чёрная пешка · f6 чёрный конь · g6 чёрная пешка · h6 белая пешка · b5 чёрная пешка · g5 белый слон · d4 белый конь · e4 белая пешка · h4 белый ферзь · c3 белый конь · a2 белая пешка · b2 белая пешка · c2 белая пешка · f2 белая пешка · g2 белая пешка · c1 белый король · d1 белая ладья · f1 белый слон · h1 белая ладья | a8 чёрная ладья · c8 чёрный слон · f8 чёрная ладья · h8 чёрный король · c7 чёрный ферзь · d7 чёрный конь · e7 чёрный слон · f7 чёрная пешка · h7 чёрная пешка · a6 чёрная пешка · d6 чёрная пешка · e6 чёрная пешка · f6 чёрный конь · g6 чёрная пешка · h6 белая пешка · b5 чёрная пешка · g5 белый слон · d4 белый конь · e4 белая пешка · h4 белый ферзь · c3 белый конь · a2 белая пешка · b2 белая пешка · c2 белая пешка · f2 белая пешка · g2 белая пешка · c1 белый король · d1 белая ладья · f1 белый слон · h1 белая ладья | a8 чёрная ладья · c8 чёрный слон · f8 чёрная ладья · h8 чёрный король · c7 чёрный ферзь · d7 чёрный конь · e7 чёрный слон · f7 чёрная пешка · h7 чёрная пешка · a6 чёрная пешка · d6 чёрная пешка · e6 чёрная пешка · f6 чёрный конь · g6 чёрная пешка · h6 белая пешка · b5 чёрная пешка · g5 белый слон · d4 белый конь · e4 белая пешка · h4 белый ферзь · c3 белый конь · a2 белая пешка · b2 белая пешка · c2 белая пешка · f2 белая пешка · g2 белая пешка · c1 белый король · d1 белая ладья · f1 белый слон · h1 белая ладья | a8 чёрная ладья · c8 чёрный слон · f8 чёрная ладья · h8 чёрный король · c7 чёрный ферзь · d7 чёрный конь · e7 чёрный слон · f7 чёрная пешка · h7 чёрная пешка · a6 чёрная пешка · d6 чёрная пешка · e6 чёрная пешка · f6 чёрный конь · g6 чёрная пешка · h6 белая пешка · b5 чёрная пешка · g5 белый слон · d4 белый конь · e4 белая пешка · h4 белый ферзь · c3 белый конь · a2 белая пешка · b2 белая пешка · c2 белая пешка · f2 белая пешка · g2 белая пешка · c1 белый король · d1 белая ладья · f1 белый слон · h1 белая ладья | 6 |
| 5 | a8 чёрная ладья · c8 чёрный слон · f8 чёрная ладья · h8 чёрный король · c7 чёрный ферзь · d7 чёрный конь · e7 чёрный слон · f7 чёрная пешка · h7 чёрная пешка · a6 чёрная пешка · d6 чёрная пешка · e6 чёрная пешка · f6 чёрный конь · g6 чёрная пешка · h6 белая пешка · b5 чёрная пешка · g5 белый слон · d4 белый конь · e4 белая пешка · h4 белый ферзь · c3 белый конь · a2 белая пешка · b2 белая пешка · c2 белая пешка · f2 белая пешка · g2 белая пешка · c1 белый король · d1 белая ладья · f1 белый слон · h1 белая ладья | a8 чёрная ладья · c8 чёрный слон · f8 чёрная ладья · h8 чёрный король · c7 чёрный ферзь · d7 чёрный конь · e7 чёрный слон · f7 чёрная пешка · h7 чёрная пешка · a6 чёрная пешка · d6 чёрная пешка · e6 чёрная пешка · f6 чёрный конь · g6 чёрная пешка · h6 белая пешка · b5 чёрная пешка · g5 белый слон · d4 белый конь · e4 белая пешка · h4 белый ферзь · c3 белый конь · a2 белая пешка · b2 белая пешка · c2 белая пешка · f2 белая пешка · g2 белая пешка · c1 белый король · d1 белая ладья · f1 белый слон · h1 белая ладья | a8 чёрная ладья · c8 чёрный слон · f8 чёрная ладья · h8 чёрный король · c7 чёрный ферзь · d7 чёрный конь · e7 чёрный слон · f7 чёрная пешка · h7 чёрная пешка · a6 чёрная пешка · d6 чёрная пешка · e6 чёрная пешка · f6 чёрный конь · g6 чёрная пешка · h6 белая пешка · b5 чёрная пешка · g5 белый слон · d4 белый конь · e4 белая пешка · h4 белый ферзь · c3 белый конь · a2 белая пешка · b2 белая пешка · c2 белая пешка · f2 белая пешка · g2 белая пешка · c1 белый король · d1 белая ладья · f1 белый слон · h1 белая ладья | a8 чёрная ладья · c8 чёрный слон · f8 чёрная ладья · h8 чёрный король · c7 чёрный ферзь · d7 чёрный конь · e7 чёрный слон · f7 чёрная пешка · h7 чёрная пешка · a6 чёрная пешка · d6 чёрная пешка · e6 чёрная пешка · f6 чёрный конь · g6 чёрная пешка · h6 белая пешка · b5 чёрная пешка · g5 белый слон · d4 белый конь · e4 белая пешка · h4 белый ферзь · c3 белый конь · a2 белая пешка · b2 белая пешка · c2 белая пешка · f2 белая пешка · g2 белая пешка · c1 белый король · d1 белая ладья · f1 белый слон · h1 белая ладья | a8 чёрная ладья · c8 чёрный слон · f8 чёрная ладья · h8 чёрный король · c7 чёрный ферзь · d7 чёрный конь · e7 чёрный слон · f7 чёрная пешка · h7 чёрная пешка · a6 чёрная пешка · d6 чёрная пешка · e6 чёрная пешка · f6 чёрный конь · g6 чёрная пешка · h6 белая пешка · b5 чёрная пешка · g5 белый слон · d4 белый конь · e4 белая пешка · h4 белый ферзь · c3 белый конь · a2 белая пешка · b2 белая пешка · c2 белая пешка · f2 белая пешка · g2 белая пешка · c1 белый король · d1 белая ладья · f1 белый слон · h1 белая ладья | a8 чёрная ладья · c8 чёрный слон · f8 чёрная ладья · h8 чёрный король · c7 чёрный ферзь · d7 чёрный конь · e7 чёрный слон · f7 чёрная пешка · h7 чёрная пешка · a6 чёрная пешка · d6 чёрная пешка · e6 чёрная пешка · f6 чёрный конь · g6 чёрная пешка · h6 белая пешка · b5 чёрная пешка · g5 белый слон · d4 белый конь · e4 белая пешка · h4 белый ферзь · c3 белый конь · a2 белая пешка · b2 белая пешка · c2 белая пешка · f2 белая пешка · g2 белая пешка · c1 белый король · d1 белая ладья · f1 белый слон · h1 белая ладья | a8 чёрная ладья · c8 чёрный слон · f8 чёрная ладья · h8 чёрный король · c7 чёрный ферзь · d7 чёрный конь · e7 чёрный слон · f7 чёрная пешка · h7 чёрная пешка · a6 чёрная пешка · d6 чёрная пешка · e6 чёрная пешка · f6 чёрный конь · g6 чёрная пешка · h6 белая пешка · b5 чёрная пешка · g5 белый слон · d4 белый конь · e4 белая пешка · h4 белый ферзь · c3 белый конь · a2 белая пешка · b2 белая пешка · c2 белая пешка · f2 белая пешка · g2 белая пешка · c1 белый король · d1 белая ладья · f1 белый слон · h1 белая ладья | a8 чёрная ладья · c8 чёрный слон · f8 чёрная ладья · h8 чёрный король · c7 чёрный ферзь · d7 чёрный конь · e7 чёрный слон · f7 чёрная пешка · h7 чёрная пешка · a6 чёрная пешка · d6 чёрная пешка · e6 чёрная пешка · f6 чёрный конь · g6 чёрная пешка · h6 белая пешка · b5 чёрная пешка · g5 белый слон · d4 белый конь · e4 белая пешка · h4 белый ферзь · c3 белый конь · a2 белая пешка · b2 белая пешка · c2 белая пешка · f2 белая пешка · g2 белая пешка · c1 белый король · d1 белая ладья · f1 белый слон · h1 белая ладья | 5 |
| 4 | a8 чёрная ладья · c8 чёрный слон · f8 чёрная ладья · h8 чёрный король · c7 чёрный ферзь · d7 чёрный конь · e7 чёрный слон · f7 чёрная пешка · h7 чёрная пешка · a6 чёрная пешка · d6 чёрная пешка · e6 чёрная пешка · f6 чёрный конь · g6 чёрная пешка · h6 белая пешка · b5 чёрная пешка · g5 белый слон · d4 белый конь · e4 белая пешка · h4 белый ферзь · c3 белый конь · a2 белая пешка · b2 белая пешка · c2 белая пешка · f2 белая пешка · g2 белая пешка · c1 белый король · d1 белая ладья · f1 белый слон · h1 белая ладья | a8 чёрная ладья · c8 чёрный слон · f8 чёрная ладья · h8 чёрный король · c7 чёрный ферзь · d7 чёрный конь · e7 чёрный слон · f7 чёрная пешка · h7 чёрная пешка · a6 чёрная пешка · d6 чёрная пешка · e6 чёрная пешка · f6 чёрный конь · g6 чёрная пешка · h6 белая пешка · b5 чёрная пешка · g5 белый слон · d4 белый конь · e4 белая пешка · h4 белый ферзь · c3 белый конь · a2 белая пешка · b2 белая пешка · c2 белая пешка · f2 белая пешка · g2 белая пешка · c1 белый король · d1 белая ладья · f1 белый слон · h1 белая ладья | a8 чёрная ладья · c8 чёрный слон · f8 чёрная ладья · h8 чёрный король · c7 чёрный ферзь · d7 чёрный конь · e7 чёрный слон · f7 чёрная пешка · h7 чёрная пешка · a6 чёрная пешка · d6 чёрная пешка · e6 чёрная пешка · f6 чёрный конь · g6 чёрная пешка · h6 белая пешка · b5 чёрная пешка · g5 белый слон · d4 белый конь · e4 белая пешка · h4 белый ферзь · c3 белый конь · a2 белая пешка · b2 белая пешка · c2 белая пешка · f2 белая пешка · g2 белая пешка · c1 белый король · d1 белая ладья · f1 белый слон · h1 белая ладья | a8 чёрная ладья · c8 чёрный слон · f8 чёрная ладья · h8 чёрный король · c7 чёрный ферзь · d7 чёрный конь · e7 чёрный слон · f7 чёрная пешка · h7 чёрная пешка · a6 чёрная пешка · d6 чёрная пешка · e6 чёрная пешка · f6 чёрный конь · g6 чёрная пешка · h6 белая пешка · b5 чёрная пешка · g5 белый слон · d4 белый конь · e4 белая пешка · h4 белый ферзь · c3 белый конь · a2 белая пешка · b2 белая пешка · c2 белая пешка · f2 белая пешка · g2 белая пешка · c1 белый король · d1 белая ладья · f1 белый слон · h1 белая ладья | a8 чёрная ладья · c8 чёрный слон · f8 чёрная ладья · h8 чёрный король · c7 чёрный ферзь · d7 чёрный конь · e7 чёрный слон · f7 чёрная пешка · h7 чёрная пешка · a6 чёрная пешка · d6 чёрная пешка · e6 чёрная пешка · f6 чёрный конь · g6 чёрная пешка · h6 белая пешка · b5 чёрная пешка · g5 белый слон · d4 белый конь · e4 белая пешка · h4 белый ферзь · c3 белый конь · a2 белая пешка · b2 белая пешка · c2 белая пешка · f2 белая пешка · g2 белая пешка · c1 белый король · d1 белая ладья · f1 белый слон · h1 белая ладья | a8 чёрная ладья · c8 чёрный слон · f8 чёрная ладья · h8 чёрный король · c7 чёрный ферзь · d7 чёрный конь · e7 чёрный слон · f7 чёрная пешка · h7 чёрная пешка · a6 чёрная пешка · d6 чёрная пешка · e6 чёрная пешка · f6 чёрный конь · g6 чёрная пешка · h6 белая пешка · b5 чёрная пешка · g5 белый слон · d4 белый конь · e4 белая пешка · h4 белый ферзь · c3 белый конь · a2 белая пешка · b2 белая пешка · c2 белая пешка · f2 белая пешка · g2 белая пешка · c1 белый король · d1 белая ладья · f1 белый слон · h1 белая ладья | a8 чёрная ладья · c8 чёрный слон · f8 чёрная ладья · h8 чёрный король · c7 чёрный ферзь · d7 чёрный конь · e7 чёрный слон · f7 чёрная пешка · h7 чёрная пешка · a6 чёрная пешка · d6 чёрная пешка · e6 чёрная пешка · f6 чёрный конь · g6 чёрная пешка · h6 белая пешка · b5 чёрная пешка · g5 белый слон · d4 белый конь · e4 белая пешка · h4 белый ферзь · c3 белый конь · a2 белая пешка · b2 белая пешка · c2 белая пешка · f2 белая пешка · g2 белая пешка · c1 белый король · d1 белая ладья · f1 белый слон · h1 белая ладья | a8 чёрная ладья · c8 чёрный слон · f8 чёрная ладья · h8 чёрный король · c7 чёрный ферзь · d7 чёрный конь · e7 чёрный слон · f7 чёрная пешка · h7 чёрная пешка · a6 чёрная пешка · d6 чёрная пешка · e6 чёрная пешка · f6 чёрный конь · g6 чёрная пешка · h6 белая пешка · b5 чёрная пешка · g5 белый слон · d4 белый конь · e4 белая пешка · h4 белый ферзь · c3 белый конь · a2 белая пешка · b2 белая пешка · c2 белая пешка · f2 белая пешка · g2 белая пешка · c1 белый король · d1 белая ладья · f1 белый слон · h1 белая ладья | 4 |
| 3 | a8 чёрная ладья · c8 чёрный слон · f8 чёрная ладья · h8 чёрный король · c7 чёрный ферзь · d7 чёрный конь · e7 чёрный слон · f7 чёрная пешка · h7 чёрная пешка · a6 чёрная пешка · d6 чёрная пешка · e6 чёрная пешка · f6 чёрный конь · g6 чёрная пешка · h6 белая пешка · b5 чёрная пешка · g5 белый слон · d4 белый конь · e4 белая пешка · h4 белый ферзь · c3 белый конь · a2 белая пешка · b2 белая пешка · c2 белая пешка · f2 белая пешка · g2 белая пешка · c1 белый король · d1 белая ладья · f1 белый слон · h1 белая ладья | a8 чёрная ладья · c8 чёрный слон · f8 чёрная ладья · h8 чёрный король · c7 чёрный ферзь · d7 чёрный конь · e7 чёрный слон · f7 чёрная пешка · h7 чёрная пешка · a6 чёрная пешка · d6 чёрная пешка · e6 чёрная пешка · f6 чёрный конь · g6 чёрная пешка · h6 белая пешка · b5 чёрная пешка · g5 белый слон · d4 белый конь · e4 белая пешка · h4 белый ферзь · c3 белый конь · a2 белая пешка · b2 белая пешка · c2 белая пешка · f2 белая пешка · g2 белая пешка · c1 белый король · d1 белая ладья · f1 белый слон · h1 белая ладья | a8 чёрная ладья · c8 чёрный слон · f8 чёрная ладья · h8 чёрный король · c7 чёрный ферзь · d7 чёрный конь · e7 чёрный слон · f7 чёрная пешка · h7 чёрная пешка · a6 чёрная пешка · d6 чёрная пешка · e6 чёрная пешка · f6 чёрный конь · g6 чёрная пешка · h6 белая пешка · b5 чёрная пешка · g5 белый слон · d4 белый конь · e4 белая пешка · h4 белый ферзь · c3 белый конь · a2 белая пешка · b2 белая пешка · c2 белая пешка · f2 белая пешка · g2 белая пешка · c1 белый король · d1 белая ладья · f1 белый слон · h1 белая ладья | a8 чёрная ладья · c8 чёрный слон · f8 чёрная ладья · h8 чёрный король · c7 чёрный ферзь · d7 чёрный конь · e7 чёрный слон · f7 чёрная пешка · h7 чёрная пешка · a6 чёрная пешка · d6 чёрная пешка · e6 чёрная пешка · f6 чёрный конь · g6 чёрная пешка · h6 белая пешка · b5 чёрная пешка · g5 белый слон · d4 белый конь · e4 белая пешка · h4 белый ферзь · c3 белый конь · a2 белая пешка · b2 белая пешка · c2 белая пешка · f2 белая пешка · g2 белая пешка · c1 белый король · d1 белая ладья · f1 белый слон · h1 белая ладья | a8 чёрная ладья · c8 чёрный слон · f8 чёрная ладья · h8 чёрный король · c7 чёрный ферзь · d7 чёрный конь · e7 чёрный слон · f7 чёрная пешка · h7 чёрная пешка · a6 чёрная пешка · d6 чёрная пешка · e6 чёрная пешка · f6 чёрный конь · g6 чёрная пешка · h6 белая пешка · b5 чёрная пешка · g5 белый слон · d4 белый конь · e4 белая пешка · h4 белый ферзь · c3 белый конь · a2 белая пешка · b2 белая пешка · c2 белая пешка · f2 белая пешка · g2 белая пешка · c1 белый король · d1 белая ладья · f1 белый слон · h1 белая ладья | a8 чёрная ладья · c8 чёрный слон · f8 чёрная ладья · h8 чёрный король · c7 чёрный ферзь · d7 чёрный конь · e7 чёрный слон · f7 чёрная пешка · h7 чёрная пешка · a6 чёрная пешка · d6 чёрная пешка · e6 чёрная пешка · f6 чёрный конь · g6 чёрная пешка · h6 белая пешка · b5 чёрная пешка · g5 белый слон · d4 белый конь · e4 белая пешка · h4 белый ферзь · c3 белый конь · a2 белая пешка · b2 белая пешка · c2 белая пешка · f2 белая пешка · g2 белая пешка · c1 белый король · d1 белая ладья · f1 белый слон · h1 белая ладья | a8 чёрная ладья · c8 чёрный слон · f8 чёрная ладья · h8 чёрный король · c7 чёрный ферзь · d7 чёрный конь · e7 чёрный слон · f7 чёрная пешка · h7 чёрная пешка · a6 чёрная пешка · d6 чёрная пешка · e6 чёрная пешка · f6 чёрный конь · g6 чёрная пешка · h6 белая пешка · b5 чёрная пешка · g5 белый слон · d4 белый конь · e4 белая пешка · h4 белый ферзь · c3 белый конь · a2 белая пешка · b2 белая пешка · c2 белая пешка · f2 белая пешка · g2 белая пешка · c1 белый король · d1 белая ладья · f1 белый слон · h1 белая ладья | a8 чёрная ладья · c8 чёрный слон · f8 чёрная ладья · h8 чёрный король · c7 чёрный ферзь · d7 чёрный конь · e7 чёрный слон · f7 чёрная пешка · h7 чёрная пешка · a6 чёрная пешка · d6 чёрная пешка · e6 чёрная пешка · f6 чёрный конь · g6 чёрная пешка · h6 белая пешка · b5 чёрная пешка · g5 белый слон · d4 белый конь · e4 белая пешка · h4 белый ферзь · c3 белый конь · a2 белая пешка · b2 белая пешка · c2 белая пешка · f2 белая пешка · g2 белая пешка · c1 белый король · d1 белая ладья · f1 белый слон · h1 белая ладья | 3 |
| 2 | a8 чёрная ладья · c8 чёрный слон · f8 чёрная ладья · h8 чёрный король · c7 чёрный ферзь · d7 чёрный конь · e7 чёрный слон · f7 чёрная пешка · h7 чёрная пешка · a6 чёрная пешка · d6 чёрная пешка · e6 чёрная пешка · f6 чёрный конь · g6 чёрная пешка · h6 белая пешка · b5 чёрная пешка · g5 белый слон · d4 белый конь · e4 белая пешка · h4 белый ферзь · c3 белый конь · a2 белая пешка · b2 белая пешка · c2 белая пешка · f2 белая пешка · g2 белая пешка · c1 белый король · d1 белая ладья · f1 белый слон · h1 белая ладья | a8 чёрная ладья · c8 чёрный слон · f8 чёрная ладья · h8 чёрный король · c7 чёрный ферзь · d7 чёрный конь · e7 чёрный слон · f7 чёрная пешка · h7 чёрная пешка · a6 чёрная пешка · d6 чёрная пешка · e6 чёрная пешка · f6 чёрный конь · g6 чёрная пешка · h6 белая пешка · b5 чёрная пешка · g5 белый слон · d4 белый конь · e4 белая пешка · h4 белый ферзь · c3 белый конь · a2 белая пешка · b2 белая пешка · c2 белая пешка · f2 белая пешка · g2 белая пешка · c1 белый король · d1 белая ладья · f1 белый слон · h1 белая ладья | a8 чёрная ладья · c8 чёрный слон · f8 чёрная ладья · h8 чёрный король · c7 чёрный ферзь · d7 чёрный конь · e7 чёрный слон · f7 чёрная пешка · h7 чёрная пешка · a6 чёрная пешка · d6 чёрная пешка · e6 чёрная пешка · f6 чёрный конь · g6 чёрная пешка · h6 белая пешка · b5 чёрная пешка · g5 белый слон · d4 белый конь · e4 белая пешка · h4 белый ферзь · c3 белый конь · a2 белая пешка · b2 белая пешка · c2 белая пешка · f2 белая пешка · g2 белая пешка · c1 белый король · d1 белая ладья · f1 белый слон · h1 белая ладья | a8 чёрная ладья · c8 чёрный слон · f8 чёрная ладья · h8 чёрный король · c7 чёрный ферзь · d7 чёрный конь · e7 чёрный слон · f7 чёрная пешка · h7 чёрная пешка · a6 чёрная пешка · d6 чёрная пешка · e6 чёрная пешка · f6 чёрный конь · g6 чёрная пешка · h6 белая пешка · b5 чёрная пешка · g5 белый слон · d4 белый конь · e4 белая пешка · h4 белый ферзь · c3 белый конь · a2 белая пешка · b2 белая пешка · c2 белая пешка · f2 белая пешка · g2 белая пешка · c1 белый король · d1 белая ладья · f1 белый слон · h1 белая ладья | a8 чёрная ладья · c8 чёрный слон · f8 чёрная ладья · h8 чёрный король · c7 чёрный ферзь · d7 чёрный конь · e7 чёрный слон · f7 чёрная пешка · h7 чёрная пешка · a6 чёрная пешка · d6 чёрная пешка · e6 чёрная пешка · f6 чёрный конь · g6 чёрная пешка · h6 белая пешка · b5 чёрная пешка · g5 белый слон · d4 белый конь · e4 белая пешка · h4 белый ферзь · c3 белый конь · a2 белая пешка · b2 белая пешка · c2 белая пешка · f2 белая пешка · g2 белая пешка · c1 белый король · d1 белая ладья · f1 белый слон · h1 белая ладья | a8 чёрная ладья · c8 чёрный слон · f8 чёрная ладья · h8 чёрный король · c7 чёрный ферзь · d7 чёрный конь · e7 чёрный слон · f7 чёрная пешка · h7 чёрная пешка · a6 чёрная пешка · d6 чёрная пешка · e6 чёрная пешка · f6 чёрный конь · g6 чёрная пешка · h6 белая пешка · b5 чёрная пешка · g5 белый слон · d4 белый конь · e4 белая пешка · h4 белый ферзь · c3 белый конь · a2 белая пешка · b2 белая пешка · c2 белая пешка · f2 белая пешка · g2 белая пешка · c1 белый король · d1 белая ладья · f1 белый слон · h1 белая ладья | a8 чёрная ладья · c8 чёрный слон · f8 чёрная ладья · h8 чёрный король · c7 чёрный ферзь · d7 чёрный конь · e7 чёрный слон · f7 чёрная пешка · h7 чёрная пешка · a6 чёрная пешка · d6 чёрная пешка · e6 чёрная пешка · f6 чёрный конь · g6 чёрная пешка · h6 белая пешка · b5 чёрная пешка · g5 белый слон · d4 белый конь · e4 белая пешка · h4 белый ферзь · c3 белый конь · a2 белая пешка · b2 белая пешка · c2 белая пешка · f2 белая пешка · g2 белая пешка · c1 белый король · d1 белая ладья · f1 белый слон · h1 белая ладья | a8 чёрная ладья · c8 чёрный слон · f8 чёрная ладья · h8 чёрный король · c7 чёрный ферзь · d7 чёрный конь · e7 чёрный слон · f7 чёрная пешка · h7 чёрная пешка · a6 чёрная пешка · d6 чёрная пешка · e6 чёрная пешка · f6 чёрный конь · g6 чёрная пешка · h6 белая пешка · b5 чёрная пешка · g5 белый слон · d4 белый конь · e4 белая пешка · h4 белый ферзь · c3 белый конь · a2 белая пешка · b2 белая пешка · c2 белая пешка · f2 белая пешка · g2 белая пешка · c1 белый король · d1 белая ладья · f1 белый слон · h1 белая ладья | 2 |
| 1 | a8 чёрная ладья · c8 чёрный слон · f8 чёрная ладья · h8 чёрный король · c7 чёрный ферзь · d7 чёрный конь · e7 чёрный слон · f7 чёрная пешка · h7 чёрная пешка · a6 чёрная пешка · d6 чёрная пешка · e6 чёрная пешка · f6 чёрный конь · g6 чёрная пешка · h6 белая пешка · b5 чёрная пешка · g5 белый слон · d4 белый конь · e4 белая пешка · h4 белый ферзь · c3 белый конь · a2 белая пешка · b2 белая пешка · c2 белая пешка · f2 белая пешка · g2 белая пешка · c1 белый король · d1 белая ладья · f1 белый слон · h1 белая ладья | a8 чёрная ладья · c8 чёрный слон · f8 чёрная ладья · h8 чёрный король · c7 чёрный ферзь · d7 чёрный конь · e7 чёрный слон · f7 чёрная пешка · h7 чёрная пешка · a6 чёрная пешка · d6 чёрная пешка · e6 чёрная пешка · f6 чёрный конь · g6 чёрная пешка · h6 белая пешка · b5 чёрная пешка · g5 белый слон · d4 белый конь · e4 белая пешка · h4 белый ферзь · c3 белый конь · a2 белая пешка · b2 белая пешка · c2 белая пешка · f2 белая пешка · g2 белая пешка · c1 белый король · d1 белая ладья · f1 белый слон · h1 белая ладья | a8 чёрная ладья · c8 чёрный слон · f8 чёрная ладья · h8 чёрный король · c7 чёрный ферзь · d7 чёрный конь · e7 чёрный слон · f7 чёрная пешка · h7 чёрная пешка · a6 чёрная пешка · d6 чёрная пешка · e6 чёрная пешка · f6 чёрный конь · g6 чёрная пешка · h6 белая пешка · b5 чёрная пешка · g5 белый слон · d4 белый конь · e4 белая пешка · h4 белый ферзь · c3 белый конь · a2 белая пешка · b2 белая пешка · c2 белая пешка · f2 белая пешка · g2 белая пешка · c1 белый король · d1 белая ладья · f1 белый слон · h1 белая ладья | a8 чёрная ладья · c8 чёрный слон · f8 чёрная ладья · h8 чёрный король · c7 чёрный ферзь · d7 чёрный конь · e7 чёрный слон · f7 чёрная пешка · h7 чёрная пешка · a6 чёрная пешка · d6 чёрная пешка · e6 чёрная пешка · f6 чёрный конь · g6 чёрная пешка · h6 белая пешка · b5 чёрная пешка · g5 белый слон · d4 белый конь · e4 белая пешка · h4 белый ферзь · c3 белый конь · a2 белая пешка · b2 белая пешка · c2 белая пешка · f2 белая пешка · g2 белая пешка · c1 белый король · d1 белая ладья · f1 белый слон · h1 белая ладья | a8 чёрная ладья · c8 чёрный слон · f8 чёрная ладья · h8 чёрный король · c7 чёрный ферзь · d7 чёрный конь · e7 чёрный слон · f7 чёрная пешка · h7 чёрная пешка · a6 чёрная пешка · d6 чёрная пешка · e6 чёрная пешка · f6 чёрный конь · g6 чёрная пешка · h6 белая пешка · b5 чёрная пешка · g5 белый слон · d4 белый конь · e4 белая пешка · h4 белый ферзь · c3 белый конь · a2 белая пешка · b2 белая пешка · c2 белая пешка · f2 белая пешка · g2 белая пешка · c1 белый король · d1 белая ладья · f1 белый слон · h1 белая ладья | a8 чёрная ладья · c8 чёрный слон · f8 чёрная ладья · h8 чёрный король · c7 чёрный ферзь · d7 чёрный конь · e7 чёрный слон · f7 чёрная пешка · h7 чёрная пешка · a6 чёрная пешка · d6 чёрная пешка · e6 чёрная пешка · f6 чёрный конь · g6 чёрная пешка · h6 белая пешка · b5 чёрная пешка · g5 белый слон · d4 белый конь · e4 белая пешка · h4 белый ферзь · c3 белый конь · a2 белая пешка · b2 белая пешка · c2 белая пешка · f2 белая пешка · g2 белая пешка · c1 белый король · d1 белая ладья · f1 белый слон · h1 белая ладья | a8 чёрная ладья · c8 чёрный слон · f8 чёрная ладья · h8 чёрный король · c7 чёрный ферзь · d7 чёрный конь · e7 чёрный слон · f7 чёрная пешка · h7 чёрная пешка · a6 чёрная пешка · d6 чёрная пешка · e6 чёрная пешка · f6 чёрный конь · g6 чёрная пешка · h6 белая пешка · b5 чёрная пешка · g5 белый слон · d4 белый конь · e4 белая пешка · h4 белый ферзь · c3 белый конь · a2 белая пешка · b2 белая пешка · c2 белая пешка · f2 белая пешка · g2 белая пешка · c1 белый король · d1 белая ладья · f1 белый слон · h1 белая ладья | a8 чёрная ладья · c8 чёрный слон · f8 чёрная ладья · h8 чёрный король · c7 чёрный ферзь · d7 чёрный конь · e7 чёрный слон · f7 чёрная пешка · h7 чёрная пешка · a6 чёрная пешка · d6 чёрная пешка · e6 чёрная пешка · f6 чёрный конь · g6 чёрная пешка · h6 белая пешка · b5 чёрная пешка · g5 белый слон · d4 белый конь · e4 белая пешка · h4 белый ферзь · c3 белый конь · a2 белая пешка · b2 белая пешка · c2 белая пешка · f2 белая пешка · g2 белая пешка · c1 белый король · d1 белая ладья · f1 белый слон · h1 белая ладья | 1 |
|   | a | b | c | d | e | f | g | h |   |

В шахматную прессу попала эффектная партия, которую в 3-м туре опен-турнира в Любляне (23 июня 1997 г.) Л. Мази выиграл у гроссмейстера И. А. Новикова, представлявшего в то время Украину. Партия была признана лучшей в соревновании, а Мази получил за нее специальный приз в размере 500 немецких марок.
Мази — И. Новиков
Опен-турнир, Любляна, 1997 г.
Сицилианская защита
Примечания Е. Э. Свешникова.
1. e4 c5 2. Кf3 d6 3. d4 cd 4. К:d4 Кf6 5. Кc3 a6 6. Сg5 e6 7. Фf3.
С целью более быстрой рокировки; гораздо заезженнее 7. f4.
7… Кbd7 8. 0-0-0 Фc7 9. Фg3.
Главный путь развития инициативы. 9. С:f6 К:f6 10. g4 b5 11. g5 Кd7 12. a3 Лb8 с неясной игрой (Милов — И. Новиков, Алушта, 1992).
9… Сe7.
Опасно было 9… b5 10. С:b5! (Константинопольский) 10… ab 11. Кd: b5 Фb8 12. К:d6+ С:d6 13. Ф:d6 Ф:d6 14. Л:d6 (Бронштейн — Найдорф, матч Аргентина — СССР, Буэнос-Айрес, 1954).
10. h4!?
10. f4 — B99.
10… 0-0?!
Слишком оптимистично.
11. h5 Крh8?! 12. h6 g6 13. Фh4.
Игра белых очень энергична и последовательна.
13… b5?
А этот ход допускает красивую комбинацию.
(См. диаграмму)
14. e5! de 15. Кd: b5 Фd8.
Если 15… ab, то 16. Л:d7! К:d7 17. С:e7 Сa6 18. С:f8 Л:f8 19. С:b5 С:b5 20. К:b5 Фb7 21. Фe7 с решающим перевесом.
16. Кd6 Крg8.
Не меняет дела 16… Фc7 17. К:c8 Л:c8 18. Л:d7 или 16… Кg8 17. С:e7 К:e7 (17… Ф:e7 18. Ф:e7 К:e7 19. К:c8) 18. К:c8 К:c8 19. Л:d7.
17. К:c8 Л:c8 18. Л:d7 Ф:d7 19. С:f6 Сd6.
19… Лc3 20. С:e7 Л:c2+ 21. Кр: c2.
20. Сd3 Лc7 21. Кe4 Лfc8 22. Сg7 Сe7 23. Ф:e7 Ф:e7 24. Кf6+.
Черные сдались.
Впечатляющая победа. Вот так могут играть словенские мастера!

## Основные спортивные результаты
| Год  | Город       | Соревнование                                                        | + | − | = | Результат | Место             |
| ---- | ----------- | ------------------------------------------------------------------- | - | - | - | --------- | ----------------- |
| 1974 | Есенице     | Юношеский чемпионат Словении                                        | 4 | 2 | 5 | 6½ из 11  | 10—17             |
| 1975 |             | Юношеский чемпионат Словении                                        | 7 | 2 | 4 | 9 из 13   | 3—6               |
| 1976 | Крань       | Юношеский чемпионат Словении                                        | 9 | 3 | 1 | 9½ из 13  | 2                 |
| 1977 | Кочевье     | Юношеский чемпионат Словении                                        | 7 | 0 | 6 | 10 из 13  | 1                 |
|      | Лашко       | Чемпионат Словении                                                  | 6 | 4 | 3 | 7½ из 13  | 7—13              |
| 1982 | Крань       | Чемпионат Словении                                                  | 4 | 8 | 1 | 4½ из 13  | 11—12             |
| 1983 | Марибор     | Чемпионат Словении                                                  | 6 | 5 | 2 | 7 из 13   | 5—6               |
| 1984 | Радовлица   | Чемпионат Словении                                                  | 8 | 3 | 2 | 9 из 13   | 3—4               |
| 1985 | Птуй        | Чемпионат Словении                                                  | 9 | 4 | 0 | 9 из 13   | 2                 |
| 1986 | Крань       | Чемпионат Словении                                                  | 4 | 5 | 4 | 6 из 13   | 9—10              |
| 1990 |             | Командный чемпионат Словении (LSK Iskra Ljubljana, 5-я доска)       | 2 | 0 | 0 | 2 из 2    | Команда — чемпион |
| 1993 | Блед        | Опен-турнир                                                         | 6 | 3 | 0 | 6 из 9    | 2—5               |
|      | Финкенштайн | Опен-турнир                                                         | 6 | 2 | 1 | 6½ из 9   | 2—4               |
| 1995 | Финкенштайн | Опен-турнир                                                         | 6 | 1 | 2 | 7 из 9    | 2—3               |
|      | Санкт-Файт  | Опен-турнир                                                         | 7 | 2 | 0 | 7 из 9    | 3                 |
| 1996 | Санкт-Файт  | Опен-турнир                                                         | 7 | 0 | 2 | 8 из 9    | 1                 |
|      | Финкенштайн | Опен-турнир                                                         | 7 | 0 | 2 | 8 из 9    | 2                 |
|      | Фефферниц   | Опен-турнир                                                         | 5 | 2 | 3 | 6½ из 9   | 3—5               |
|      | Гриже       | Чемпионат Словении                                                  | 5 | 4 | 0 | 5 из 9    | 7—9               |
|      | Блед        | Командный чемпионат Словении (LSK, 5-я доска)                       | 3 | 1 | 3 | 4½ из 7   | Команда — 2-я     |
| 1997 | Любляна     | Опен-турнир                                                         | 4 | 0 | 5 | 6½ из 9   | 5—13              |
|      | Фефферниц   | Опен-турнир                                                         | 6 | 2 | 1 | 6½ из 9   | 3—6               |
|      | Финкенштайн | Опен-турнир                                                         | 5 | 1 | 3 | 6½ из 9   | 2—8               |
|      | Любляна     | Командный чемпионат Словении (SK Inntal Kovinar Maribor, 4-я доска) | 2 | 2 | 3 | 3½ из 7   | Команда — 3-я     |
| 1998 | Санкт-Файт  | Опен-турнир                                                         | 6 | 1 | 2 | 7 из 9    | 2—8               |
|      | Фефферниц   | Опен-турнир                                                         | 5 | 1 | 3 | 6½ из 9   | 2                 |
|      | Марибор     | Чемпионат Словении                                                  | 5 | 5 | 3 | 6½ из 13  | 7—8               |
|      |             | Командный чемпионат Словении (SK Lumar Kovinar Maribor, 4-я доска)  | 4 | 2 | 1 | 4½ из 7   |                   |
| 1999 | Санкт-Файт  | Опен-турнир                                                         | 5 | 0 | 4 | 7 из 9    | 1—3               |
|      | Линц        | Опен-турнир                                                         | 6 | 1 | 2 | 7 из 9    | 1—3               |
|      | Крань       | Чемпионат Словении                                                  | 5 | 3 | 1 | 5½ из 9   | 6—8               |
|      | Блед        | Командный чемпионат Словении (SK Branik Maribor, 2-я доска)         | 1 | 4 | 2 | 2 из 7    |                   |
| 2000 | Фефферниц   | Опен-турнир                                                         | 6 | 1 | 2 | 7 из 9    | 2—4               |
|      | Шкофья-Лока | Чемпионат Словении                                                  | 4 | 2 | 3 | 5½ из 9   | 4—8               |
| 2002 | Ашах        | Опен-турнир                                                         | 5 | 1 | 1 | 5½ из 7   | 2—5               |
| 2003 | Блед        | Чемпионат Словении                                                  | 5 | 0 | 4 | 7 из 9    | 1—3               |
| 2004 | Анталья     | Чемпионат Европы                                                    | 4 | 3 | 4 | 6 из 11   | [ 72 ]            |
|      | Санкт-Файт  | Опен-турнир                                                         | 5 | 2 | 2 | 6 из 9    | 3—4               |
| 2005 | Варшава     | Чемпионат Европы                                                    | 2 | 3 | 5 | 4½ из 10  | [ 75 ]            |
| 2010 | Риека       | Чемпионат Европы                                                    | 4 | 5 | 2 | 5 из 11   | [ 76 ]            |
| 2011 | Любляна     | Чемпионат Словении                                                  | 2 | 3 | 4 | 4 из 9    | 7—8               |
| 2012 | Любляна     | Чемпионат Словении                                                  | 2 | 1 | 6 | 5 из 9    | 5                 |

## Изменения рейтинга
| Графики недоступны из-за технических проблем. См. информацию на Фабрикаторе и на mediawiki.org. |